# 도이의 입구
도이의 입구(일본어: 刀伊の入寇)는 일본 헤이안 시대인 간닌 3년(1019년) 여진족의 일파로 보이는 집단이 주체가 된 해적 집단이 일본의 이키, 쓰시마 및 지쿠젠 등을 침략한 사건이다. 도이의 내구(刀伊の来寇)라고도 한다.

## 명칭
헤이안 시대 후기에 편찬된 사서 《조야군재》(朝野群載)에서는 '이적'(異賊) 등의 표현이 사용되었고, 에도 시대(江戸時代)에 이르기까지 정해진 명칭은 없었다. 막부 말기의 유학자 오카자키 가이인(岡崎槐陰)의 《천조광피성전》(天朝光被盛典)에서는 '간인 이적의 화'(寛仁異賊之禍)라는 표현을 사용하고 있다.
메이지 시대(明治時代)의 대학 역사 교육 텍스트가 된 《역사안》(歴史眼)에서는 '도이의 적'(刀伊ノ賊)이라는 표현이 사용되었으며, 구로이타 가쓰미(黒板勝美)의 국사의 연구(国史の研究)에서도 답습되었다.
처음으로 '입구'(入寇)라는 표현을 사용한 것은 1926년(쇼와 2년)의 이케우치 히로시(池内宏)의 논문 '도이의 적'(刀伊の賊)이다. '구'(寇)라는 글자는 《대일본사》(大日本史)에서 '이적합전'(異国合戦) 등으로 쓰고 있던 몽골 제국에 의한 일본 침공(근대 역사학에서는 분에이의 역文永の役 ・ 고안의 역弘安の役)을 '원구'(元寇)라고 부르고 있듯이 대외의식을 전제한 표현이었다.
일본의 사학자 세키 유키히코(関幸彦)는 '도이 사건'(刀伊事件) 또는 '도이의 내습'(刀伊の来襲)이 적절하다고 하였다.

## 배경
9세기에서 11세기에 걸쳐 일본 규슈에서 세토내해에 걸치는 연안에는 해적들이 출몰해 관물을 실은 배를 습격하거나 인근의 고을을 약탈하였다. 특히 피해가 심했던 곳은 규슈 지역으로 지쿠젠 ・ 지쿠고 ・ 히젠 ・ 히고 ・ 사쓰마 등지였다. 이들 일본 연안에 출몰하는 해적 가운데는 외국 특히 신라에서 온 해적(신라구)도 있는가 하면, 현지 해상 세력이 관리의 수탈을 견디지 못하고 해적질에 나서거나, 후지와라노 스미토모(藤原純友)처럼 이들 해적을 진압하러 온 관리로써 아예 현지에 눌러앉아 그 자신이 해적의 두령이 되어 관물 약탈에 나서는 자들도 있었다.
한반도를 통일한 직후인 고려 태조 20년/일본 조헤이(承平) 7년(937년) 고려는 일본에 사신을 보내 수교 의사를 밝히고 일본 정부에 고려 정부의 국첩(국서)을 보냈지만 일본은 고려로부터의 국첩이 온지 2년 가까이 지난 고려 태조 22년/덴교 원년(939년) 2월에야 오에노 아사쓰나(大江朝綱)를 시켜 고려의 광평성(廣評省) 앞으로 보내는 답서를 작성하게 하였고 3월에 다자이후를 통해 고려에서 온 사신에게 이를 전달하였다. 고려 태조 23년/덴교 3년(940년) 6월에도 고려는 역시 일본에 첩장을 보내 다시금 수교를 타진했지만, 일본측의 반응은 미온적이었다.
고려측에 대한 국서의 화답이 2년 가까이 지나서야 그것도 거절 취지로 전달된 이유에 대해 일본의 역사학자 모리 가쓰미는 다자이후를 통해 일본 조정의 입장을 전달한 것은 우회적인 수교 거절에 가까운 것으로, 2년 가까이 시간이 걸린 것도 당시 일본 조정의 묘당 회의가 대체적으로 슬로우 모션이었던 데다 견당사 폐지(894년) 이후 국풍 문화에 심취해 있던 일본 조정이 대외교섭에 소극적으로 변모하면서 외국의 교섭 요구에 상당히 냉담한 반응을 보이게 된 것이 원인이라고 설명하였다. 한국의 김상기는 9세기 전반에 걸쳐 신라구(신라해적) 등 신라로부터의 무력 압박에 시달린 기억이 있던 일본으로써는 신라를 병합하고 건국된 고려, 더욱이 그 자신이 해상 세력의 수장이기도 했던 태조 왕건의 요구에 고심했을 것으로 보았다. 마침 반도(坂東) 땅에서 다이라노 마사카도가 봉기한 것과 때를 같이하여 일본 서부 일대에서는 후지와라노 스미토모가 덴교 원년(939년)부터 해적들을 규합하여 봉기, 일본 조정군을 상대로 반란을 일으켰다. 후지와라노 스미토모의 난이 진압된 것은 덴교 4년(941년)으로 고려에서 두 번째 첩장을 보내온 이듬해의 일이다.
고려 성종 16년/일본 조토쿠 3년(997년) 6월 고려는 다자이후의 일본인을 시켜 일본국완(日本國宛) · 쓰시마도사완(對馬島司宛) · 쓰시마완(對馬宛) 등 세 통의 첩장을 일본측에 전달하였는데, 고려측의 첩장을 접한 일본 정부는 지난 번의 첩장과는 달리 상당히 비례(非禮)임을 지적하였고, 다자이후에서 신청한 4개 조항을 서둘러 허락하고 실행할 것을 지시하였다.
1. 규슈 각 고쿠시(國司)들에게 무기와 무구를 수리하고 보수하게 할 것.
2. 다자이후 관내의 여러 신들의 위계를 1계씩 승급시킬 것.
3. 가시이 묘(香推廟)에 봉호를 25호 더 증진시킬 것.
4. 나약한 쓰시마노카미 다카하시노 나카타마(高橋仲堪) 대신 다자이노다이칸(大宰大監) 다이라노 나카카타(平中方)에게 쓰시마 섬의 경비를 맡길 것.

10월 1일, 교토 조정 남전(南殿)에서 천황과 좌우 내대신 이하 조신들이 참석해 의례를 마치고 연회를 여는 와중에 좌근진관이 달려와 큰 목소리로 "고려국 사람이 쓰시마와 이키를 치고 비젠에 다다랐으며, 이곳(교토)까지 들이닥칠 것이다"라고 외치자 장내에 있던 대신들이 모두 깜짝 놀라 어쩔 줄을 몰랐고, 세 대신이 선례도 잊은 채 동쪽 계단으로 황급히 내려갈만큼 일본 조정은 전율하였다. '고려가 교토까지 치고 올라온다'는 소식은 사실은 오보로 확인되었지만, 일본측의 고려에 대한 태도는 더욱 경화되었다.

## 경위

### 침공의 시작
간닌 3년(1019년) 3월 27일(양력 5월 10일) 약 50척의 해적선(약 3천 명 정도) 선단이 쓰시마를 습격했다. 이들은 섬 각지에서 살인과 방화를 저질렀으며, 당시 쓰시마의 고쿠시였던 쓰시마노카미(対馬守) 후지와라노 도하루(藤原遠晴)는 가까스로 섬을 탈출해 다자이후로 달아났다.

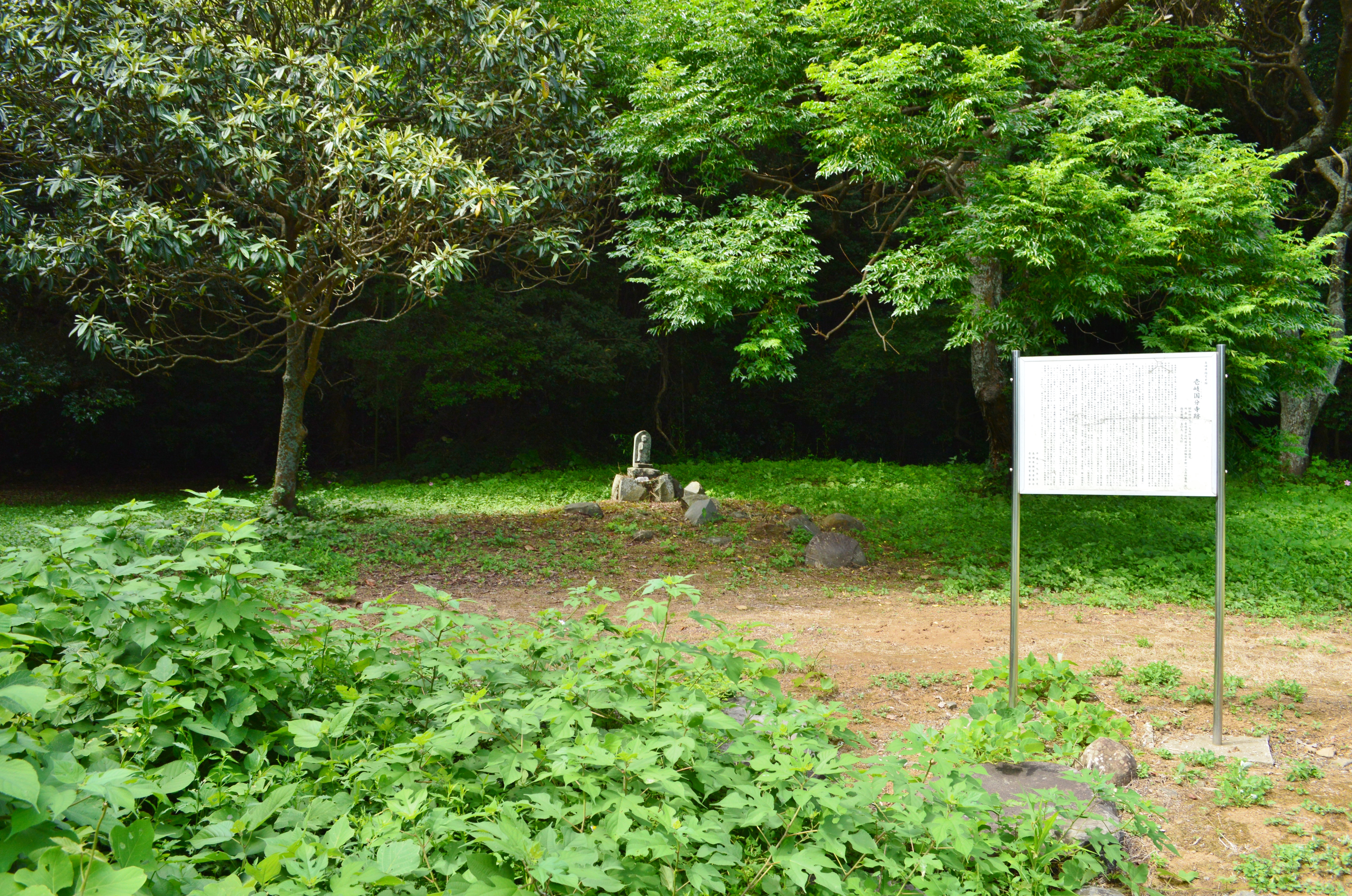
이키 도분지 터

쓰시마에 이어 해적 선단은 이키 섬을 습격했다. 노인과 아이는 살해되고, 성인 남녀는 배로 끌려가 노예가 되었으며, 가옥이 불타고 가축들은 도축되어 먹혔다. 급보를 접한 이키노카미(壱岐守) 후지와라노 마사타다(藤原理忠)는 겨우 147명밖에 되지 않는 병력으로 진압에 나섰지만, 중과부적으로 전사한다. 해적들은 이어 이키 고쿠분지(國分寺)인 도분지(嶋分寺)를 불태우려 했다. 이에 맞서 이키 섬안의 사찰을 총괄 책임하는 임무를 맡고 있던 도분지 승려 소가쿠(常覚)의 지휘 아래 승려나 현지 주민들이 필사적으로 저항해 세 차례에 걸쳐 해적들을 쫓아내는데 성공했지만, 해적들의 맹렬한 공격 앞에 끝내 무너졌다. 소가쿠는 죽기 직전 한 사람을 섬에서 탈출시키는데 성공했고, 그는 무사히 다자이후에 도착해 사태를 알렸다. 도분지의 승려들은 전원 전멸했으며, 도분지는 불타버렸다.
이후 해적 선단은 지쿠젠국으로 상륙, 4월 8일부터 12일까지 이토군, 시마군, 사와라군을 습격하고 다자이후 코앞인 하카타 주변까지 밀고 들어왔다. 그러나 잠시 날씨가 좋지 않아 해적 선단의 진격이 지체되는 틈을 타서 다자이노곤노소치(大宰權帥) 후지와라노 다카이에(藤原隆家)가 규슈 호족과 무사단을 소집, 인솔하여 반격에 나섰다. 눈병을 이유로 다자이후에 요양차 내려와 있었던 후지와라노 다카이에는 현지에서 호족들과 무사단을 소집하여 해적을 격퇴하고 이들의 규슈 상륙을 저지하는데 성공했다. 하카타 상륙에 실패한 해적 선단은 4월 13일(양력 5월 26일) 비젠국(肥前国) 마쓰라 군(松浦郡)을 습격했지만, 미나모토노 지에(源知, 마쓰라토松浦党의 시조)에게 격퇴당하고 다시 쓰시마를 공격한 다음 한반도 방면으로 퇴각한다.

#### 일본측의 피해
쓰시마, 이키 지역의 피해는 엄청났다. 은광으로 유명하던 쓰시마 은잔(対馬銀山)은 불타버렸고, 피살된 자는 36명, 포로로 끌려간 자는 346명(남자 102명, 여자 및 아이 244명)이었다(이때 연행된 자들 가운데 270명 정도는 훗날 고려 수군에 의해 구출되어 쓰시마로 귀환할 수 있었다). 이키에서도 이키노카미 후지와라노 마사타다가 전사한 것을 비롯해 이키 도민으로 남자 44명, 승려 16명, 아이 29명, 여자 59명으로 모두 148명이 학살당했다. 나아가 여성 239명이 포로로 끌려갔다. 이키에 남은 것은 제사(諸司) 9명과 군지(郡司) 7명, 백성 19명으로 모두 35명뿐이었다(다만 이 피해치는 이키 섬 전체가 아니라 이키의 고쿠가国衙가 위치한 지역 인근의 피해만을 집계한 것이라고도 한다.).
기록된 것만 보면 피살된 자가 365명, 납치된 자는 1,289명, 소와 말이 380필, 가옥 45동 이상이 손실을 입었다.

### 고려 연안에서의 습격
다카이에가 하카타에서 교전하고 얼마 되지 않아 고려의 상인 말근달(末斤達)이 지쿠젠의 시마군(志摩郡)에 표류해 왔다. 그는 자신을 송과 교역하고 있는 상인이라고 밝히며 송에 장사하러 갔다가 귀국하던 길에 표류해 온 것이라고 설명했지만, 다자이후 관리들은 믿지 않았다고 한다.
한편 다자이노곤노소치 후지와라노 다카이에 등에게 습격당한 해적 선단은 다시 한반도로 가서 고려 연안에서도 같은 짓을 저질렀다가 고려 수군에 의해 격퇴되었다. 후지와라노 사네스케의 일기 《소우기》(小右記)에는 쓰시마의 한간다이(判官代) 나가미네노 모로치카(長嶺諸近)와 함께 귀국한 일본인 여성 10명 가운데 쿠라노 이와메(内蔵石女)와 타지히노 아코미(多治比阿古見)가 다자이후에 제출한 보고서의 내용이 기록되어 있다. 이에 따르면 이들 해적은 고려 연안에서 매일 날이 밝기 전에 상륙해 약탈을 벌였고, 남녀를 붙잡아서 건강한 사람만 솎아내고 노약자는 때려 죽이고 바다에 던졌다고 한다. 그러나 적은 고려의 수군에 의해 격퇴당했고, 이때 납치되었던 일본인 약 300명이 고려 수군에 구출되어 김해부에서 고려의 보호를 받고 있다고 하는 것이었다(이와메와 아코미 역시 고려군이 도이 해적선을 습격했을 때 적에 의해 바다에 던져졌다가 고려군에 의해 구조되었다).
고려 수군에 의해 구출된 일본인 포로들은 고려의 김해부(金海府)에서 흰 모시로 지은 옷을 지급받았고, 은그릇으로 담은 식사를 지급받는 등 후대를 받고 귀국했다. 고려측은 도이들이 다섯 군데로 나누어 수용하고 있던 일본인 포로 가운데 3개 소의 3백 명을 구출했으며 이들을 먼저 일본으로 송환하고 나머지 포로들도 모두 모아 송환할 것을 약속했다고 한다. 나가미네노 모로치카가 전한 고려 수군에 의한 도이 해적 격퇴와 일본인 포로 송환 사실에 대해 한국의 《고려사》 권4 현종 10년(1019) 4월조 및 《고려사절요》에는 고려의 진명선병도부서(鎭溟船兵都部署) 장위남 등이 해적 8척을 잡아 취조한 결과 해적선 안에서 일본인 남녀 259명의 포로를 찾아냈고 공역령 정자량을 시켜서 그들을 본토로 송환하게 하였다고 한다. 다만 일본측 기록인 《소우기》는 고려 수군이 도이 해적을 격멸하고 포로를 탈취한 때를 5월이라고 했고, 정자량이 일본에 온 것은 다음달인 6월의 일이라고 해서 《고려사》와는 시기가 서로 어긋난다는 지적이 있다.
그러나 이러한 고려측의 환대도 겁에 질린 일본측의 경계심을 풀어주지는 못했다. 《소우기》에는 "도이의 공격이 고려의 짓이 아니라고 판단되나 신라는 원래 우리의 적이고 국호를 바꾸었다고는 해도 그 야심은 남아 있을지 모른다. 설령 포로들을 보내 주었다고 해도 기뻐할 일은 아니다. 승리의 기세를 다시 호기라고 속아 넘어갔다가 자칫 도항 금지의 제(制)가 무너질지도 모른다"라고, 고려로부터의 어떠한 문서나 첩장도 없이 도항한 것을 경계하는 다자이후의 보고서 내용을 인용하고 있다.

## 결과

### 침공의 주체
도이 해적들에 의해 연행되었던 나가미네노 모로치카는 목숨을 걸고 탈출에 성공했지만 여전히 도이 해적에 붙들려 있는 가족의 안부를 염려해 고려를 거쳐 도이들의 땅까지 들어 갔다가 마침 그곳에 와 있던 고려인 통역 인례(仁禮)로부터 이들 해적들에 대한 정보를 얻었다. 나가미네노 모로치카는 인례를 통해 고려가 예전 '도이'라 불리는 족속들과 해상에서 전쟁을 벌여 그들을 격퇴하였다는 것과, 이를 계기로 고려에서 전함 1천 척을 준비해 대비하고 있다가 다시 쳐들어 온 이들 도이 해적을 쳐부수고 이들이 포로로 잡고 있던 일본인 300명을 구출하였다는 것, 그러나 안타깝게도 나가미네 자신의 가족은 대부분이 도이 해적들에 의해 백모를 제외한 모두가 바다에 던져져 살해되었다는 것 등의 소식을 접했다. 일본을 침공한 이들 해적의 정체가 실은 고려인이 아니라 고려인들로부터 '도이'라 불리는 족속(즉 여진족)들이라는 정보를 일본측에 전한 것도 나가미네노 모로치카였다.
도이의 주력은 만주족의 전신인 여진족으로 여겨지고 있다. 발굴 조사에 따르면 10세기에서 13세기에 걸치는 시기에 아무르강 유역 및 블라디보스토크 지역과 그 북부에 해당하는 연해주 연안에 여진족의 일파가 진출해 있었고, 이들은 아무르 강 유역과 동해 북안 지역에서 오호츠크해 방면으로의 교역에 종사하고 있었다고 여겨지고 있다. 10세기 전후 자료에 등장하는 동단국(東丹國)이나 숙여진(熟女直)의 모체가 되었던 이들로, 당시 블라디보스토크 방면에서 동해로 진출한 그룹 가운데 도이의 입구 사건을 일으킨 여진족으로 생각되는 집단은 동해 연안을 한반도를 따라 남하해온 그룹이었을 것으로 생각되고 있다.
926년 거란에 의해 발해가 멸망한 뒤, 985년 발해 유민들에 의해 압록강 유역에 정안국(定安国)이 세워졌으나 이 또한 거란 성종에 의해 멸망당했다. 당시 만주(중국 동북부) 지역에 거주하던 말갈 ・ 여진계 종족들은 발해와 공존 내지 공생하는 관계로 표범 가죽 등 토산품을 발해를 통해 송(宋) 등지로 유출하고 있었다. 그러다 10세기 전반 거란의 진출과 교역 상대였던 발해가 멸망하면서 여진이 이용해오던 종래의 교역 루트는 대폭 축소될 수 밖에 없었고, 991년에는 거란이 고려 공격을 앞두고(제1차 여요전쟁) 압록강 유역에 위구(威寇) · 내원(來遠) · 진화(振化) 세 목책을 세우면서 송이나 서하 등 서쪽과 교역할 루트가 폐쇄되다시피 했다. 2년 뒤에 고려의 서희와 거란의 소손녕 사이의 담판으로 고려는 압록강 유역의 여진을 내몰고 강 동쪽에 6개의 성을 쌓아 고려의 영역으로 확립시킨다(강동 6주). 여진이 고려 연안부로의 공격을 활발하게 감행하게 된 것도 이 무렵의 일이다.
여진족이 고려로 본격적으로 쳐들어 오는 것은 목종 8년(1005년) 당시 고려로부터 동번(東蕃)이라 불리던, 지금의 중국 지린성에서 북한의 함경도 지역에 걸쳐 퍼져 살던 여진족들의 약탈 행위가 그 시초였고, 바다로의 침공은 현종 2년 8월에 1백 척의 배로 경주(慶州)를 쳤다는 것이 최초이다(이보다 2년 앞선 현종 즉위년 3월에 고려에서 과선(戈船) 75척을 만들어서 진명구(鎭溟口)에 정박시켜 동북 지역의 해적을 방어케 하였다는 기사가 있는 것으로 보아 이미 현종 이전부터 동해안 북부에서 동번 여진에 의한 해적이 출몰했음을 알 수 있다). 동번 해적은 제2차 여요전쟁 이후 거란의 파상적인 공격으로 동북변의 경비가 소홀한 틈을 타서 더욱 창궐하였는데, 숙종(肅宗) 2년(1097년)에 이르기까지 약 90년 동안에 20여 회에 걸쳐 출몰하였으며 그 피해지역은 북쪽으로 문천, 덕원, 안변, 통천, 고성, 간성, 양양, 강릉, 삼척, 평해를 거쳐 흥해, 청하(淸河), 연일, 장기(長鬐), 경주 등 한반도 동해안 일대와 울릉도에 걸쳐 있었다.
목종 8년(1005년) 고려에서 처음으로 여진에 의한 연안부 지역의 해적활동이 보고되었고, 1018년에는 동해상의 고려령 울릉도(鬱陵島) 즉 우산국(于山國)이 이들 여진 집단에 의해 멸망당했다. 이들이 1019년에 일본 기타큐슈(北九州)에 도달해 습격을 감행하기에 이른 것이 「도이의 입구」로, 10세기에서 11세기에 걸쳐 북동아시아 전역의 정세 변화에 의해 일어난 사건이었다고 생각된다. 그러나 당시 여진족의 일부는 고려를 부모의 나라라 여기며 고려에 조공하였고, 여진족이 먼 일본열도 근해에서 해적행위를 벌이는 것은 전례가 없는 일이었다. 하카타에서 일본측에 붙잡혔던 포로 세 사람이 모두 고려인이었던 탓에, 일본의 곤노다이나곤(権大納言) 미나모토노 도시카타(源俊賢)도 이 점을 들며 여진족은 고려에 조공하고 고려의 치하에 있으니 여진 해적이 일본을 침공했다면 고려에게도 책임이 있다고 주장하기도 했다. 또한 《소우기》에도 해적 가운데 신라인이 끼어 있었다고 서술하고 있다.

### 일본 조정의 대응
당초 일본측은 자국을 공격한 해적의 정체가 무엇인지조차 파악하지 못했고, 후지와라노 다카이에가 하카타에서 이들을 격퇴하고 잡은 포로의 대부분이 고려인이었으며 이들은 모두 ‘우리는 고려에 쳐들어 온 도이들에게 잡혀온 것이다’라고 대답했지만, 다자이후도 일본 조정도 신라나 고려의 해적이 자주 출몰해 규슈 지역을 습격했던 과거를 들추며 반신반의하는 태도를 보였다.
결국 일본 규슈 연안을 침공한 도이 해적의 주체는 고려인이 아닌 것으로 판명났고, 7월 7일(양력 8월 16일)에 고려로 밀항해 있던 쓰시마 한간다이 나가미네노 모로치카가 유일하게 살아남은 자신의 백모와 함께 귀국해 사정을 전함으로써, 그리고 9월에 고려의 공역령 정자량이 인솔하는 사신단과 함께 일본인 270인이 귀국해 오면서 오해는 풀렸다. 고려의 사신은 이듬해 2월에 다자이후에서 고려의 안동도호부(安東都護府)에 보내는 글을 가지고 귀국하였다. 다자이노곤노소치 후지와라노 다카이에는 이들 사신의 노고를 치하하면서 황금 3백 냥을 주었다고 한다.
일본 조정이 이 사건에 대해 접한 것은 다카이에가 도이를 격퇴하여 사건이 일단락된 다음이었지만, 해안 방비의 병사인 사키모리(防人)와 쇠뇌(弩) 등을 부활시켜 대규모 방위태세에 들어간 신라 해적의 침공 때와는 달리 일본 조정이 외침에 대비하여 방어태세에 들어간 흔적은 없다. 또한 격퇴에 공을 세운 후지와라노 다카이에에게 뭔가 포상이 내려지지도 않았다. 이때 일본은 대륙 방면으로 중국(송)과의 관계가 양호한 편이었고(반면 거란족 왕조인 요와는 공식교류가 거의 없고 밀항자는 엄격하게 처벌되었다) 외국의 위협에 대한 방비는 허술했던 것 같다.
고려-일본 관계는 정치적으로 그 이전이나 이후의 시대에 비해 매우 소원하였고 진봉교역 정도로 겨우 유지되고 있었다. 이러한 진봉교역 정도라도 가능하게 했던 것은 표류민 송환과 상업을 목적으로 하는 사절의 왕래가 있었기 때문이었다. 도이의 입구 당시 포로로 잡힌 일본인의 송환 규모는 표류민 송환 기록으로는 가장 많은 수였으며, 이때의 표류민 송환 이후 고려와 일본 양국의 관계가 다소 가까워지는 계기가 되었다.

## 후지와라노 다카이에와 규슈 무사단

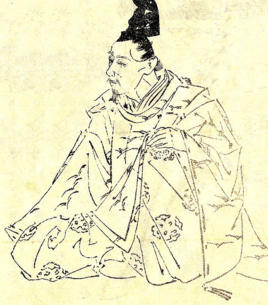
후지와라노 다카이에

도이의 입구 당시 다자이후에서 일본측 관병을 지휘했던 후지와라노 다카이에는 나카간파쿠 가(中関白家) 출신의 공경으로, 눈병 치료를 위해 다자이노곤노소치(大宰権帥) 관직을 띠고 다자이후로 내려와 있었다. 그는 무관은 아니었으나 도이의 입구 당시 도이 격퇴의 총지휘관으로써 활약하였고 이를 통해 무인으로써의 명성을 얻게 되었다.
규슈 지역의 무사단 및 도고쿠(東国)에서 파견된 무사단 가운데 도이 추토에 활약했다는 기록이 남아 있는 주요 인물로써 오쿠라 다네키(大蔵種材) ・ 미쓰히로(光弘)、후지와라노 아키노리(藤原明範) ・ 스케타카(助高) ・ 도모치카(友近) ・ 무네타카(致孝)、다이라노 무네유키(平致行, 무네미쓰致光?）、다이라노 다메카타(平為賢, 為方 ・ 다이죠 다메카타大掾為賢라고도 함) ・ 다메타다(為忠, 다메무네為宗), 다카라베노 히로치카(財部弘近) ・ 히로노부(弘延)、기노 시게카타(紀重方), 훈야노 요시미쓰(文屋恵光, 다다미쓰忠光)、다지히노 히사아키라(多治久明)、미나모토노 시루스(源知)、승려 죠가쿠(常覚) 등이 있는데 거의 모집에 가까운 것이었다고 한다.
미나모토노 시루스는 훗날 수군 마쓰라토(松浦党)의 선조의 한 사람으로써 등장하며 그 땅에서 해적을 추토하고 최종적으로 그들을 물러나게 하는 데에 활약하였다.
한편 중세 일본의 대호족 ・ 기쿠치씨는 후지와라노 다카이에의 자손으로 전하고 있는데 일본의 역사학자 이시이 스스무(石井進)는 재지(在地) 관인인 다자이노쇼니(大宰少弐) 후지와라노 마사노리(藤原蔵規)라는 인물이 실제 기쿠치 씨의 조상일 것이라는 견해를 보였다.
규슈 ・ 도고쿠 무사단은 진제이 헤이시(鎮西平氏)로도 불리며 그 가운데 이사 다메카타(伊佐為賢, 다이라노 다메카타)가 히젠국 가시마(鹿島)의 후지쓰 장(藤津荘)에 토착해서 히젠 이사 씨(肥前伊佐氏)가 되었다. 사쓰마 헤이시(薩摩平氏)는 그 후위(後衛)를 맡았던 가문으로 칭해지고 있다.

## 관련 작품
드라마
- NHK 대하드라마 《빛나는 그대에게》(2024년) - 46회의 부제가 '도이의 입구'로, 도이 내습과 이를 맞아 싸운 후지와라노 다카이에 및 휘하 무사단의 분투를 다루었다.

## 관련 사료

### 일본측 자료
- 《소우기》(小右記) - 구교(公卿) 후지와라노 사네스케(藤原実資, 957~1046)의 일기
- 《조야군재》(朝野群載)

### 한국측 자료
- 《고려사》